# Iuliu Anca
Iuliu Anca (n. 1880, Sub Pădure – d. 17 octombrie 1938, Târgu-Mureș) a fost un deputat în Marea Adunare Națională de la Alba Iulia, organismul legislativ reprezentativ al „tuturor românilor din Transilvania, Banat și Țara Ungurească”, cel care a adoptat hotărârea privind Unirea Transilvaniei cu România, la 1 decembrie 1918.:p. 77

## Biografie
Născut în localitatea Subpădure în anul 1880, județul Mureș, Iuliu Anca a urmat studiile la Școala primară confesională după care se va ocupa cu activități comerciale. Se distinge ca membru activ al Despărțământului Târnăveni al Astrei. După anul 1918, devine membru fondator al societății pe acțiuni Banca comercială și industrială din Valea Târnavelor și a băncii populare Târnăveana din Târnăveni. În cele din urmă își găsește sfârșitul în anul 1938 în Târgu-Mureș.

## Activitatea politică
A fost ales ca delegat titular al cercului electoral Bălăușeri la Marea Adunare Națională de la Alba Iulia de la 1 decembrie 1918.:p. 245

## Decorații
A fost decorat pentru merite economice cu ordinul Coroana României în grad de cavaler.:p. 245